# لستر آلن
لستر آلن (انگلیسی: Lester Allen; ۱۷ نوامبر ۱۸۹۱ – ۶ نوامبر ۱۹۴۹) هنرپیشه اهل ایالات متحده آمریکا بود.

## برخی آثار
- آینه تاریک (فیلم) (۱۹۴۶)